# Copa Davis de 1988
A Copa Davis de 1988 foi a 77.ª edição da principal competição do tênis masculino. No grupo mundial, 16 equipes disputaram a competição, que terminou no dia 18 de dezembro de 1988. No total, 74 times participaram do torneio. Neste ano, os grupos regionais passaram a ter dois grupos, com ascenso e descenso. O grupo do Leste/Oriental passou a ser chamado de Grupo da Ásia/Oceania.

## Grupo Mundial
| Equipes Participantes | Equipes Participantes | Equipes Participantes | Equipes Participantes |
| Alemanha Ocidental    | Austrália             | Brasil                | Dinamarca             |
| Espanha               | França                | Índia                 | Israel                |
| Itália                | Iugoslávia            | México                | Nova Zelândia         |
| Paraguai              | Suécia                | Suíça                 | Tchecoslováquia       |
| --------------------- | --------------------- | --------------------- | --------------------- |

### Jogos
|  | 1ª fase 5-7 de fevereiro  | 1ª fase 5-7 de fevereiro      |                              |   | Quartas-de-finais 8-10 de abril | Quartas-de-finais 8-10 de abril |  |  | Semi-finais 22-24 de julho | Semi-finais 22-24 de julho |  |  | Final 16-18 de dezembro | Final 16-18 de dezembro |
|  |                           |                               |                              |   |                                 |                                 |  |  |                            |                            |  |  |                         |                         |
|  | Gevália, Suécia           |                               |                              |   |                                 |                                 |  |  |                            |                            |  |  |                         |                         |
|  |                           |                               |                              |   |                                 |                                 |  |  |                            |                            |  |  |                         |                         |
|  | Suécia                    | 5                             |                              |   |                                 |                                 |  |  |                            |                            |  |  |                         |                         |
|  | Suécia                    | 5                             | Norrköping, Suécia           |   |                                 |                                 |  |  |                            |                            |  |  |                         |                         |
|  | Nova Zelândia             | 0                             |                              |   |                                 |                                 |  |  |                            |                            |  |  |                         |                         |
|  | Nova Zelândia             | 0                             | Suécia                       | 3 |                                 |                                 |  |  |                            |                            |  |  |                         |                         |
|  | Praga, Tchecoslováquia    |                               | Suécia                       | 3 |                                 |                                 |  |  |                            |                            |  |  |                         |                         |
|  |                           | Tchecoslováquia               | 2                            |   |                                 |                                 |  |  |                            |                            |  |  |                         |                         |
|  | Tchecoslováquia           | Tchecoslováquia               | 2                            | 5 |                                 |                                 |  |  |                            |                            |  |  |                         |                         |
|  | Tchecoslováquia           |                               | Båstad, Suécia               | 5 |                                 |                                 |  |  |                            |                            |  |  |                         |                         |
|  | Paraguai                  | 0                             |                              |   |                                 |                                 |  |  |                            |                            |  |  |                         |                         |
|  | Paraguai                  | 0                             | Suécia                       | 4 |                                 |                                 |  |  |                            |                            |  |  |                         |                         |
|  | Cidade do México, México  |                               | Suécia                       | 4 |                                 |                                 |  |  |                            |                            |  |  |                         |                         |
|  |                           | França                        | 1                            |   |                                 |                                 |  |  |                            |                            |  |  |                         |                         |
|  | Austrália                 | França                        | 1                            | 3 |                                 |                                 |  |  |                            |                            |  |  |                         |                         |
|  | Austrália                 | Clermont-Ferrand, França      |                              | 3 |                                 |                                 |  |  |                            |                            |  |  |                         |                         |
|  | México                    | 2                             |                              |   |                                 |                                 |  |  |                            |                            |  |  |                         |                         |
|  | México                    | 2                             | Austrália                    | 0 |                                 |                                 |  |  |                            |                            |  |  |                         |                         |
|  | Basileia, Suíça           |                               | Austrália                    | 0 |                                 |                                 |  |  |                            |                            |  |  |                         |                         |
|  |                           | França                        | 5                            |   |                                 |                                 |  |  |                            |                            |  |  |                         |                         |
|  | França                    | França                        | 5                            | 4 |                                 |                                 |  |  |                            |                            |  |  |                         |                         |
|  | França                    |                               | Gotemburgo, Suécia           | 4 |                                 |                                 |  |  |                            |                            |  |  |                         |                         |
|  | Suíça                     | 1                             |                              |   |                                 |                                 |  |  |                            |                            |  |  |                         |                         |
|  | Suíça                     | 1                             | Suécia                       | 1 |                                 |                                 |  |  |                            |                            |  |  |                         |                         |
|  | Essen, Alemanha Ocidental |                               | Suécia                       | 1 |                                 |                                 |  |  |                            |                            |  |  |                         |                         |
|  |                           | Alemanha Ocidental            | 4                            |   |                                 |                                 |  |  |                            |                            |  |  |                         |                         |
|  | Brasil                    | Alemanha Ocidental            | 4                            | 0 |                                 |                                 |  |  |                            |                            |  |  |                         |                         |
|  | Brasil                    | Frankfurt, Alemanha Ocidental |                              | 0 |                                 |                                 |  |  |                            |                            |  |  |                         |                         |
|  | Alemanha Ocidental        | 5                             |                              |   |                                 |                                 |  |  |                            |                            |  |  |                         |                         |
|  | Alemanha Ocidental        | 5                             | Alemanha Ocidental           | 5 |                                 |                                 |  |  |                            |                            |  |  |                         |                         |
|  | Aarhus, Dinamarca         |                               | Alemanha Ocidental           | 5 |                                 |                                 |  |  |                            |                            |  |  |                         |                         |
|  |                           | Dinamarca                     | 0                            |   |                                 |                                 |  |  |                            |                            |  |  |                         |                         |
|  | Dinamarca                 | Dinamarca                     | 0                            | 3 |                                 |                                 |  |  |                            |                            |  |  |                         |                         |
|  | Dinamarca                 |                               | Dortmund, Alemanha Ocidental | 3 |                                 |                                 |  |  |                            |                            |  |  |                         |                         |
|  | Espanha                   | 2                             |                              |   |                                 |                                 |  |  |                            |                            |  |  |                         |                         |
|  | Espanha                   | 2                             | Alemanha Ocidental           | 5 |                                 |                                 |  |  |                            |                            |  |  |                         |                         |
|  | Palermo, Itália           |                               | Alemanha Ocidental           | 5 |                                 |                                 |  |  |                            |                            |  |  |                         |                         |
|  |                           | Iugoslávia                    | 0                            |   |                                 |                                 |  |  |                            |                            |  |  |                         |                         |
|  | Itália                    | Iugoslávia                    | 0                            | 4 |                                 |                                 |  |  |                            |                            |  |  |                         |                         |
|  | Itália                    | Belgrado, Iugoslávia          |                              | 4 |                                 |                                 |  |  |                            |                            |  |  |                         |                         |
|  | Israel                    | 1                             |                              |   |                                 |                                 |  |  |                            |                            |  |  |                         |                         |
|  | Israel                    | 1                             | Itália                       | 1 |                                 |                                 |  |  |                            |                            |  |  |                         |                         |
|  | Nova Déli, Índia          |                               | Itália                       | 1 |                                 |                                 |  |  |                            |                            |  |  |                         |                         |
|  |                           | Iugoslávia                    | 4                            |   |                                 |                                 |  |  |                            |                            |  |  |                         |                         |
|  | Iugoslávia                | Iugoslávia                    | 4                            | 3 |                                 |                                 |  |  |                            |                            |  |  |                         |                         |
|  | Iugoslávia                |                               |                              | 3 |                                 |                                 |  |  |                            |                            |  |  |                         |                         |
|  | Índia                     | 2                             |                              |   |                                 |                                 |  |  |                            |                            |  |  |                         |                         |
|  | Índia                     | 2                             |                              |   |                                 |                                 |  |  |                            |                            |  |  |                         |                         |

### Final
| Suécia 1 | Scandinavium, Gotemburgo, Suécia 16 de dezembro - 18 de dezembro saibro indoor | Scandinavium, Gotemburgo, Suécia 16 de dezembro - 18 de dezembro saibro indoor | Alemanha Ocidental 4 |     |     |     |     |     |
| \| \| \| \| 1 \| 2 \| 3 \| 4 \| 5 \| \| \| - \| \| ------------------------------------------------------- \| ---- \| --- \| --- \| --- \| --- \| --- \| \| 1 \| \| Mats Wilander Carl-Uwe Steeb \| 10 8 \| 6 1 \| 2 6 \| 4 6 \| 6 8 \| \| \| 2 \| \| Stefan Edberg Boris Becker \| 3 6 \| 1 6 \| 4 6 \| \| \| \| \| 3 \| \| Stefan Edberg / Anders Järryd Boris Becker / Eric Jelen \| 6 2 \| 6 3 \| 5 7 \| 3 6 \| 2 6 \| \| \| 4 \| \| Stefan Edberg Carl-Uwe Steeb \| 6 4 \| 8 6 \| \| \| \| \| \| 5 \| \| Kent Carlsson Patrik Kühnen \| \| \| \| \| \| w/o \| |                                                                                |                                                                                |                      |     |     |     |     |     |
| |                                                                                |                                                                                | 1                    | 2   | 3   | 4   | 5   |     |
| 1 | Suécia · Alemanha Ocidental                                                    | Mats Wilander Carl-Uwe Steeb                                                   | 10 8                 | 6 1 | 2 6 | 4 6 | 6 8 |     |
| 2 | Suécia · Alemanha Ocidental                                                    | Stefan Edberg Boris Becker                                                     | 3 6                  | 1 6 | 4 6 |     |     |     |
| 3 | Suécia · Alemanha Ocidental                                                    | Stefan Edberg / Anders Järryd Boris Becker / Eric Jelen                        | 6 2                  | 6 3 | 5 7 | 3 6 | 2 6 |     |
| 4 | Suécia · Alemanha Ocidental                                                    | Stefan Edberg Carl-Uwe Steeb                                                   | 6 4                  | 8 6 |     |     |     |     |
| 5 | Suécia · Alemanha Ocidental                                                    | Kent Carlsson Patrik Kühnen                                                    |                      |     |     |     |     | w/o |

### Campeão
| Copa Davis de 1988                   |
| ------------------------------------ |
| ALEMANHA OCIDENTAL Campeão 1º título |

## Grupos Regionais

### Repescagem
As partidas da repescagem aconteceram entre os dias 21 e 23 de abril, entre os perdedores da 1ª rodada do Grupo Mundial.
| Local    | Time local | Placar | Visitante     |
| -------- | ---------- | ------ | ------------- |
|          | Israel     | w/o    | Índia         |
| Múrcia   | Espanha    | 5-0    | Brasil        |
| São Galo | Suíça      | 2-3    | México        |
| Assunção | Paraguai   | 4-1    | Nova Zelândia |

### Zona das Américas
| Grupo I - Argentina - Canadá - Chile - Equador - Peru - Estados Unidos | Grupo II - Bolívia - Colômbia - Cuba - Haiti - Jamaica - Uruguai - Venezuela |

### Zona da Ásia/Oceania
| Grupo I - China - Indonésia - Japão - Filipinas - Coreia do Sul - Tailândia | Grupo II - Bangladesh - Taipé Chinês - Hong Kong - Iraque - Malásia - Paquistão - Arábia Saudita - Singapura - Sri Lanka - Síria |

### Zona da Europa/África
| Grupo I - Áustria - Bélgica - Bulgária - Finlândia - Reino Unido - Hungria - Países Baixos - Nigéria - Portugal - Romênia - Senegal - União Soviética | Grupo II/África - Argélia - Camarões - Costa do Marfim - Egito - Gana - Quênia - Marrocos - Tunísia - Zimbábue | Grupo II/Europa - Chipre - Grécia - Irlanda - Luxemburgo - Malta - Mónaco - Noruega - Polônia - Turquia |

## Ligações Externas
(em inglês) Site Oficial